# 洛桑南杰
洛桑南杰（1964年9月—），男，藏族，青海化隆人。在职研究生学历，中华人民共和国政治人物。曾任西藏自治区档案馆（局）党组成员、馆（局）长，西藏自治区党委办公厅巡视员。2019年11月29日因涉嫌严重违纪违法被西藏自治区纪委监委调查。